# Polysphaeria grandiflora
Polysphaeria grandiflora är en måreväxtart som beskrevs av Alberto Judice Leote Cavaco. Polysphaeria grandiflora ingår i släktet Polysphaeria och familjen måreväxter.
Artens utbredningsområde är Madagaskar. Inga underarter finns listade i Catalogue of Life.